# Laia Manresa Casals
Laia Manresa Casals   (Barcelona, 1973) és una guionista i periodista catalana.

## Biografia
Llicenciada en Periodisme i Màster d’Escriptura de Guions per a la Televisió i el Cinema a la Universitat Autònoma de Barcelona, l'any 2000 començà a treballar amb el cineasta Joaquim Jordà i escriví amb ell els guions de les seves darreres pel·lícules: De nens (2003), Veinte años no es nada (2004) i Més enllà del mirall (2006).
L'any 2010 s'estrenà com a directora amb la pel·lícula documental Morir de día i a partir de llavors combinà els guions amb la realització audiovisual, especialment en l'àmbit documental. Alguns títols són: Tan petita (2012), La Muntanya (2015), Loba (Catherine Béchard, 2015) o Idrissa, crónica d’una mort qualsevol (Xavi Artigas i Xapo Ortega, 2018). També treballà com a script editor i assessora creativa de guió: En femme (Alba Barbé, 2017), City for sale (Laura Álvarez, 2018), Viaje interior (Glòria Matamala, 2019), Oso (Amanda Sans Plantling, 2020), Pa’trás ni pá tomar impulso (Lupe Pérez, 2021).
Des de l'any 2013, és professora associada del grau de Comunicació Audiovisual de la Universitat de Barcelona, on imparteix l'assignatura Guió i Fonaments d’Escriptura de Guió. Ha estat tutora de documental del progama Acció Viver de Dones Visuals en les seves tres edicions.